# Grottfolkens tid
Grottfolkens tid (engelsk originaltitel: Walking with Cavemen) är en brittisk dokumentärserie i fyra delar från 2003 producerad av BBC. Serien behandlar människans utveckling från Australopithecus 3.2 miljoner år sedan till nutiden och agerar som en "uppföljare" till de tidigare serierna Dinosauriernas tid (1999) och Odjurens tid (2001). Serien inkluderar en värd, den brittiska forskaren Robert Winston, som "reser i tiden" och utforskar de tidiga människorna och deras värld.
Serien sändes i Sverige för första gången den 31 oktober till den 21 november 2003. Annica Smedius gjorde den svenska berättarrösten för Grottfolkens tid.

## Avsnitt
1. Del 1:[a] 3.2 miljoner år sedan. Det första avsnittet följer Lucy och andra Australopithecus afarensis och utforskar deras värld, deras familjeliv och deras sociala dynamik.
2. Del 2:[b] 2 miljoner år sedan. Det andra avsnittet följer flera människoarter som existerade samtidigt i Afrika: Paranthropus boisei, Homo habilis och Homo rudolfensis, och utforskar vad som skiljer dem åt och hur de kommer att kunna anpassa sig i framtiden.
3. Del 3:[c] 1.5 miljoner år sedan till 500,000 år sedan. Det tredje avsnittet börjar med att följa en trupp Homo ergaster, som format tidiga stamsamhällen. Avsnittet följer hur Homo ergaster sprider sig till Asien (där de utvecklas till Homo erectus) och artens vidare utveckling över ett spann på en miljon år.
4. Del 4:[d] 400,000 år sedan till 30,000 år sedan. Det fjärde avsnittet börjar med att följa en grupp Homo heidelbergensis i Storbritannien, vilka visas vara intelligenta men också sakna fantasi och förståelse för något som inte är i det absoluta nuet. Avsnitten går sedan vidare till en grupp Neandertalare som jagar mammutar och till slut till tidiga moderna människor.

## Sverige
Grottfolkens tid sändes för första gången i svensk TV på TV4 sent under 2003. Det första avsnittet sändes den 31 oktober, följt av de senare avsnitten den 7 november, 14 november och 21 november. Den svenska berättarrösten gjordes av Annica Smedius. Serien sändes under följande år i repris flera gånger på TV4 och TV4 Fakta. Sista gången den sändes i repris var på TV4 Fakta från den 2 till 5 juni 2009.

### Utgivning
Grottfolkens tid släpptes på DVD i Sverige den 17 mars 2004 och inkluderade hela serien med svenskt, engelskt och danskt tal samt extramaterial.
Serien släpptes även senare under 2004 som del av en DVD-samling som även innehöll de tidigare serierna Dinosauriernas tid och Odjurens tid, utgiven i samarbete med Illustrerad Vetenskap. I DVD-samlingen ingår återigen svenskt tal på serien och den släpptes som två DVD:er: Walking with Cavemen - Första förfäderna / Blodsbröder och Walking with Cavemen - Vild familj / Överlevarna.